# Депортес Пуэрто-Монт
«Депо́ртес Пуэ́рто-Монт» (исп. Club de Deportes Puerto Montt) — чилийский футбольный клуб из города Пуэрто-Монт области Лос-Лагос.

## История
Клуб был основан 6 мая 1983 года. В настоящий момент выступает в Примере B, втором по силе дивизионе страны.
«Депортес Пуэрто-Монт» играет свои домашние матчи на стадионе «Рехиональ де Чинкиуэ» в Пуэрто-Монте, вмещающем 10 000 зрителей.

## Достижения
- Победитель Примеры B Чили (1): 2002

## Выступления по дивизионам
- Сезонов в Примере (10):  (1997—2001, 2003—2007)
- Сезонов в Примере B (28): (1983—1996, 2002, 2008—2012, 2015/16—н.в.)
- Сезонов во Втором дивизионе (3): (2013—2014/15)